# Phong Thạnh (tỉnh)
Phong Thạnh là một tỉnh cũ của Việt Nam Cộng hòa.

## Hành chính
Tỉnh Phong Thạnh có 3 quận: Cao Lãnh (quận lỵ), Hồng Ngự, Phong Thạnh Thượng.

## Lịch sử
Ngày 17 tháng 2 năm 1956, Tổng thống Việt Nam Cộng hòa ban hành Sắc lệnh số 21-NV về việc thành lập tỉnh Phong Thạnh trên cơ sở bờ trái (bờ bắc) sông Tiền của quận Hồng Ngự, cù lao Long Khánh, cù lao Cai Vung và cù lao Tây thuộc tỉnh Châu Đốc; quận Phong Thạnh Thượng và tổng An Bình tỉnh Long Xuyên; phía bắc quận Cao Lãnh thuộc tỉnh Sa Đéc) Sa Đéc và phía tây một đường ranh giới được quy định như sau: kênh số 4 – vàm kênh Tổng đốc Lộc – Mỹ Hiệp thuộc tỉnh Mỹ Tho
Các vùng đất này nguyên dưới thời nhà Nguyễn lại cùng thuộc tổng Phong Thạnh, huyện Kiến Phong, tỉnh Định Tường. Đến thời Pháp thuộc, tổng này ban đầu thuộc hạt Thanh tra Cần Lố, sau chuyển sang thuộc hạt Sa Đéc và cuối cùng đất đai lại chia cho các hạt Châu Đốc, Long Xuyên và Sa Đéc.
Tỉnh lỵ tỉnh Phong Thạnh được đặt tại Cao Lãnh.
Về phương diện quân sự, tỉnh Phong Thạnh là một tiểu khu thuộc phân khu Đồng Tháp Mười.
Ngày 22 tháng 10 năm 1956, Tổng thống Việt Nam Cộng hòa Ngô Đình Diệm ban hành Sắc lệnh số 143-NV về việc thành lập tỉnh Kiến Phong trên cơ sở đổi tên tỉnh Phong Thạnh.
Ngày 24 tháng 2 năm 1976, Chính phủ Cách mạng lâm thời Cộng hòa miền Nam Việt Nam ban hành Nghị định số 3/NQ/1976 về việc hợp nhất tỉnh Kiến Phong và tỉnh Sa Đéc thành tỉnh Đồng Tháp.